# Принцеза Мален
Принцеза Мален (фр. La Princesse Maleine) је комад белгијског драмског писца Мориса Метерлинка, добитника Нобелове награде за књижевност 1911. године То је била прва ауторова драма. То је адаптација Служавке Мален браће Грим.

## Објављивање
Драма је први пут објављена у серијској форми у бриселском часопису La Société Nouvelle. Пошто је Метерлинк желео да се драма објави у облику књиге, његова мајка је смањила свој приход и дала му 250 франака. Комад је штампан децембра 1889. 
Метерлинк је послао копију своје драме Стефану Малармеу, који је проследио Октаву Мирбоу, који је написао веома топлу рецензију дела у августу 1890. за Le Figaro. У рецензији је рекао да је драма "супериорна по лепоти од онога што је најлепше код Шекспира". 
Након овог усхићеног пријема, понуђена су два позива за продукцију представе у Француској у октобру 1890: први од Пола Форта, директора експерименталног позоришта симболизма Théâtre Mixte – које ће ускоро постати Théâtre d'Art – и други од Андре Антоана, директора Théâtre Libre, повезаног са натурализмом на париској сцени. Метерлинк је дао дозволу, прилично чудно, Антоану, а не Форту, пишући му да је „Принцеза Мален твоја, и, по мом мишљењу, одувек је била. Представу ћете поставити ове године или за десет година или никада, како желите. Она ће чекати и припадаће само вама." 
Убрзо након тога, Метерлинк је повукао понуду. Али ово је била сметња која је спречила било какву сценску продукцију његове прве представе све до много после његове смрти. Пол Форт и његов сарадник Луње-По брзо су написали јавно писмо инсистирајући да Антоан или нико буду први режисери Принцезе Мален. Као резултат тога, прву Метерлинкову представу нису изводили професионални глумци у Француској све до 1962. године, иако је било неколико луткарских продукција убрзо након објављивања. 

## Листа ликова
- Хјалмар, краљ једног дела Холандије
- Принц Хјалмар, његов син
- Марсел, краљ другог дела Холандије
- Годелива, његова жена
- Принцеза Мален, њихова ћерка
- Ана, краљица Јиланда
- Мали Алан, њен син
- Принцеза Угљане, њена ћерка
- Ангус, пријатељ принца Хјалмара
- Стефано, Марселов официр
- Ванок, Марселов официр
- Маленина дадиља
- Коморник
- Лекар
- Лудак
- Седам монахиња
- Велики црни пас Плутон
- Господа, официри, пастир, кувар, богаљ, сељаци, слуге итд.

## Синопсис
Очекује се да ће се Мален удати за принца Хјалмара, чији је отац стар и сенилан. Њен отац краљ Марсел и краљ Хјалмар долазе у сукоб. Она одбија да откаже своју љубав према Хјалмару, и закључана је у кулу док избија рат и цела њена породица бива убијена. Она бежи са својом дадиљом и, скривајући свој идентитет, постаје слуга у кући Хјалмара. Она сазнаје да је принц сада верен са Угљане, чија је мајка мистериозна краљица Ана завела старог краља Хјалмара. Краљица Ана, након што је открила Маленин идентитет, наговара краља Хјалмара да јој помогне да убије принцезу. Огорчен, принц Хјалмар убија Ану, а затим и себе.

## Теме
Истакнута тема у Принцези Малеине је пад. Метерлинк је веровао да је човек потпуно немоћан против више силе, која врши своју вољу над светом. Дакле, ликовима доминира окружење и нису у стању да контролишу догађаје у сопственим животима.  Над Угљане у потпуности доминира њена мајка, и једва да има глас у представи. Принц Хјалмар је кукавица. Краљ Хјалмар је стара, болешљива, сенилна личност. Он подсећа на друге краљеве у књижевности који су нејаки, попут Шекспировог Краља Лира. Он персонификује пад и године слабе власти. 
Хаос је такође основна тема. Док Мален лута шумом, шума симболизује хаос јер је мрачна и пуна невидљивих предатора. Кад год у причи постоји јукстапозиција таме и светла, настаје хаос. Представа се завршава у хаосу, јер нема морала или заговарања друштвених вредности. 
Пошто је принцеза Мален смештена у нејасно време и место, подсећа на бајку.